# José del Moral Sanjurjo
José del Moral Sanjurjo (La Corunya, 1881 - ?) fou un advocat i polític gallec. Milità en el Partit Conservador, amb el que fou elegit diputat per la Corunya a les eleccions generals espanyoles de 1907, 1910, 1914, 1916, 1918, 1919, 1920 i 1923. De 1919 a 1912 ocupà el càrrec de Director General de Classes Passives. A les eleccions generals espanyoles de 1933 fou escollit novament diputat com a dretà independent.